# Lotte World
Lotte World (произносится Лотте Уорлд, кор. 롯데월드, рус. Мир Лотте) — парк развлечений в районе Sincheon-dong (Сеул, Южная Корея). Занесён в Книгу рекордов Гиннесса как «крупнейший крытый парк развлечений».

## История, описание
Парк был открыт 12 июля 1989 года. В 1995 году он был занесён в Книгу рекордов Гиннесса как «крупнейший крытый парк развлечений».
Общая площадь парка (на земле) составляет 128 246 м², площадь помещений — 581 645 м², стоимость строительства составила один миллиард долларов, посещаемость — более 8 миллионов человек в год (7 310 000 человек в 2015 году; около 6 000 000 по данным сайта Visitkorea.or.kr), причём каждый десятый — иностранец. Владеет им, как явствует из названия, конгломерат Lotte. Помимо аттракционов Lotte World имеет торговый центр, гостиницу на 504 номера, музей, кинотеатры, крупнейший в стране ледовый каток, «Волшебный театр» на 200 мест, в котором выступают фокусники. Ближайшая станция метро — Джамсил.
Парк разделён на две крупные зоны: «Приключение» находится под крышей, и «Волшебный остров» — под открытым небом.
Парк несколько раз был съёмочной площадкой: здесь происходит значительная часть действия телесериалов «Лестница в небо» (2003—2004), «Защитить босса» (2011), «Любовь в стиле трот» (2014), «Хайд, Джекилл, я» (2015). В 2016 году в Lotte World проходил фестиваль World Pump Festival. В 2010 и 2013 годах парк дважды становился главной локацией телешоу «Бегущий человек».

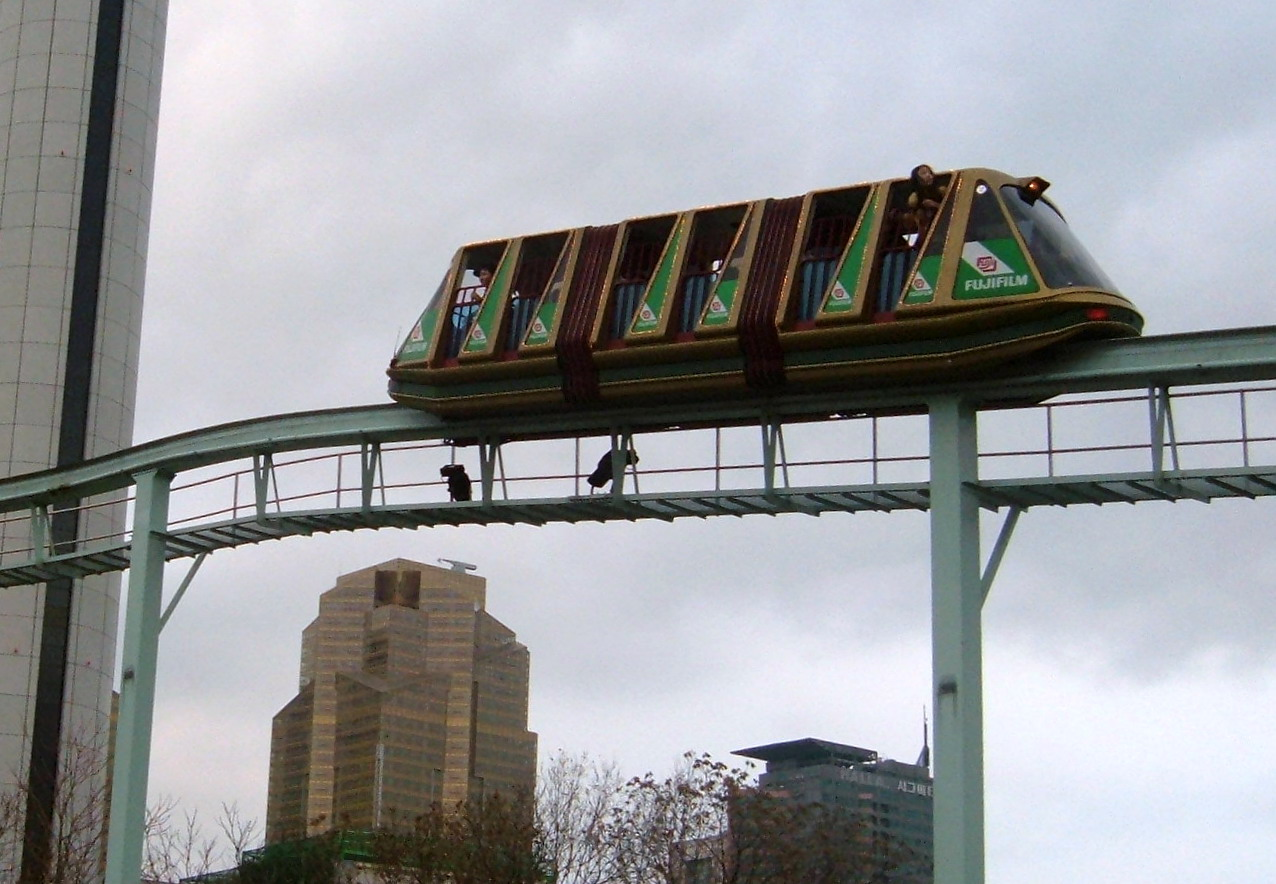
Монорельс до «Волшебного острова»
Американские горки
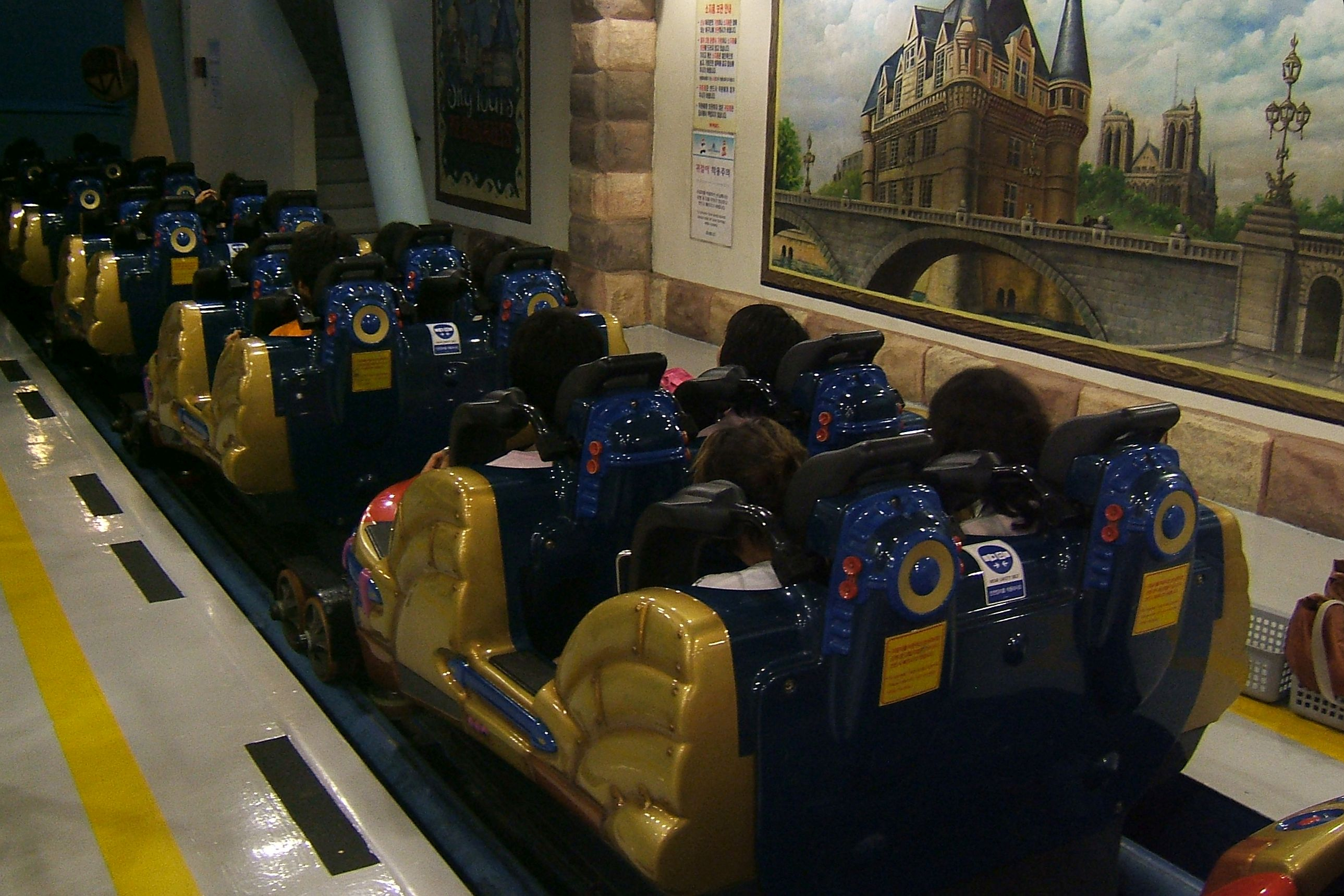
«Французская революция»
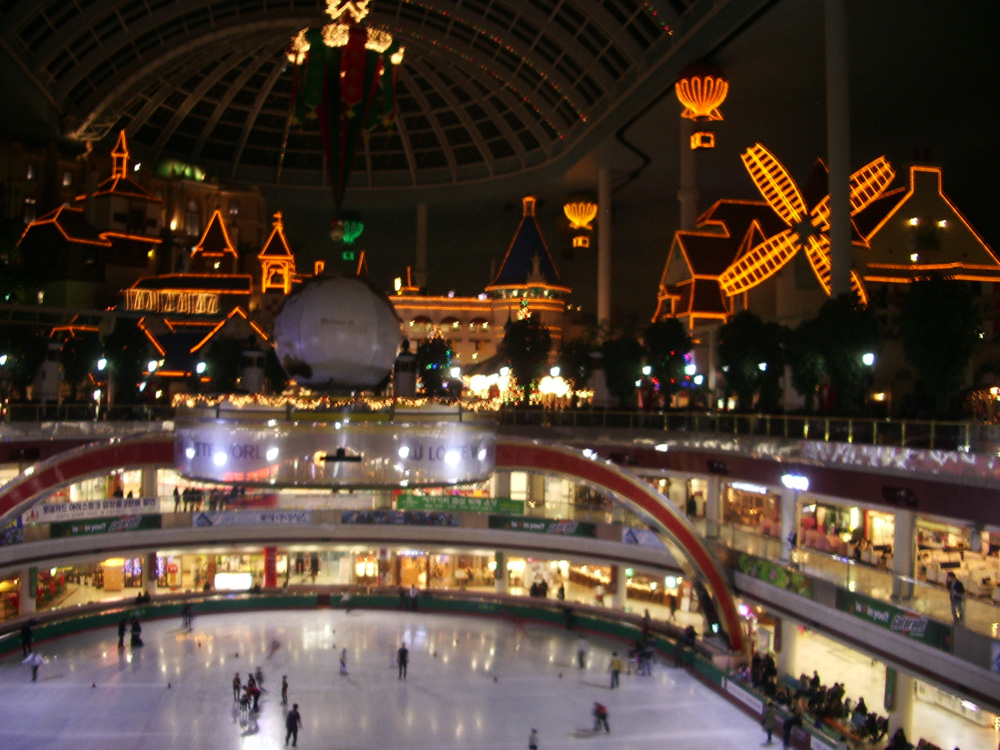
Крупнейший ледовый каток в стране
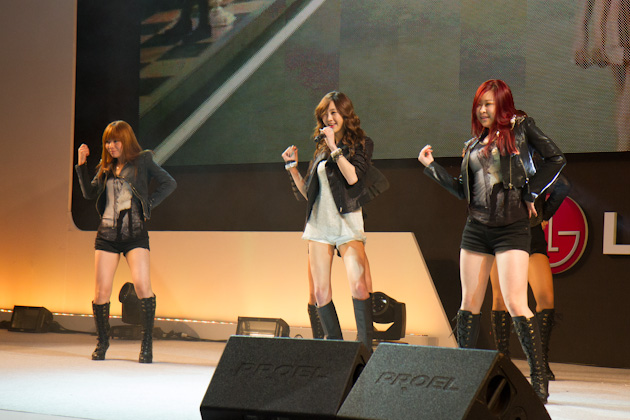
G.NA
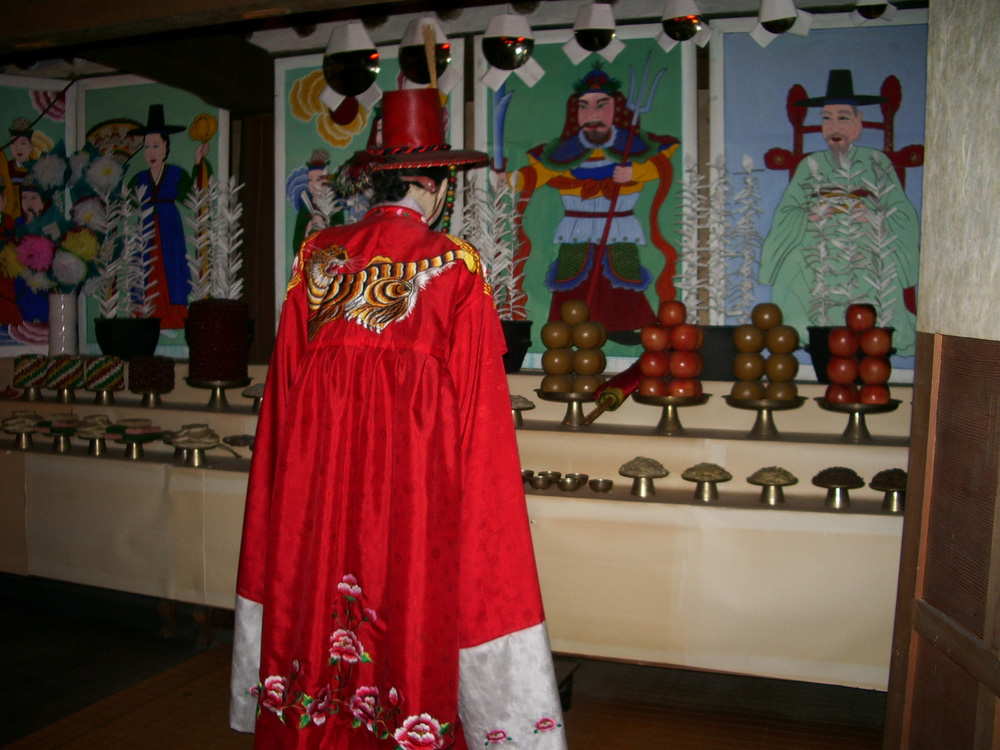
Музей